# Кошарнинський заказник
Коша́рнинський зака́зник — ландшафтний заказник загальнодержавного значення в Україні. Розташований у межах Городоцького району Хмельницької області, біля села Чорниводи і східної околиці міста Городка. 
Площа 120 га. Статус надано згідно з постановою Ради міністрів УРСР від 29 грудня 1981 року № 646. Перебуває у віданні ГСЛП «Горліс». 
Охороняються природні комплекси Товтр. Територія заказника вкрита багатою лісовою, лучно-степовою та наскельною рослинністю. Є виходи вапняків, порослі мохом та лишайниками. 
Основними лісотвірними породами є граб і дуб з домішкою берези повислої і липи серцелистої. На вапнякових відслоненнях зростають: реліктовий вид — сеслерія Гейфлера; а також волино-подільські ендеміки — молочай волинський, зіновать Блоцького. Серед наскельних рослин: цибуля гірська, цибуля подільська, перлівка трансільванська. На незалісненому схилі є ділянки цінної лікарської рослини — тирличу хрещатого. З рідкісних видів трапляються черевички зозулині, коручка чемерникоподібна, коручка темно-червона, лілія лісова, занесені до Червоної книги України.